# 역 도박사의 오류
철학자 이안 해킹에 의해 명명된, 역 도박사의 오류는 베이즈 추론의 형식 오류이며 이는 더 잘 알려진 도박사의 오류의 반대이다. 무작위 과정의 가능성 없는 결과에 기초하여 과정이 여러 번 발생했을 가능성이 있다는 결론을 내리는 것이 오류이다. 예를 들어, 한 쌍의 공정한 주사위가 굴러져서 두 개의 6이 나오는 경우, 주사위가 여러 번 굴려졌다는 가설에 도움이 된다고 가정하는 것은 잘못이다. 우리는 베이즈 갱신 규칙에서 이를 볼 수 있다: U는 무작위적 과정의 가능성 없는 결과를 나타내고 M은 그 과정이 여러 번 발생했다는 명제를 부여한다
{\displaystyle P(M|U)=P(M){\frac {P(U|M)}{P(U)}}}
P(U|M) = P(U)이므로 (과정의 결과는 이전 사건의 영향을 받지 않는다), P(M|U) = P(M)이 된다; 우리가 U를 배울 때 M에 대한 확신은 변하지 않아야 한다.

## 같이 보기
- 도박사의 오류
- 도박사의 자만